# Alexander Todd
Alexander Robert Todd (ur. 2 października 1907 w Glasgow, zm. 10 stycznia 1997 w Cambridge) – szkocki biochemik, laureat Nagrody Nobla w dziedzinie chemii w roku 1957, przyznanej za badania nukleotydów i enzymów nukleotydowych. Wyjaśnił też budowę witaminy B12.

## Życiorys

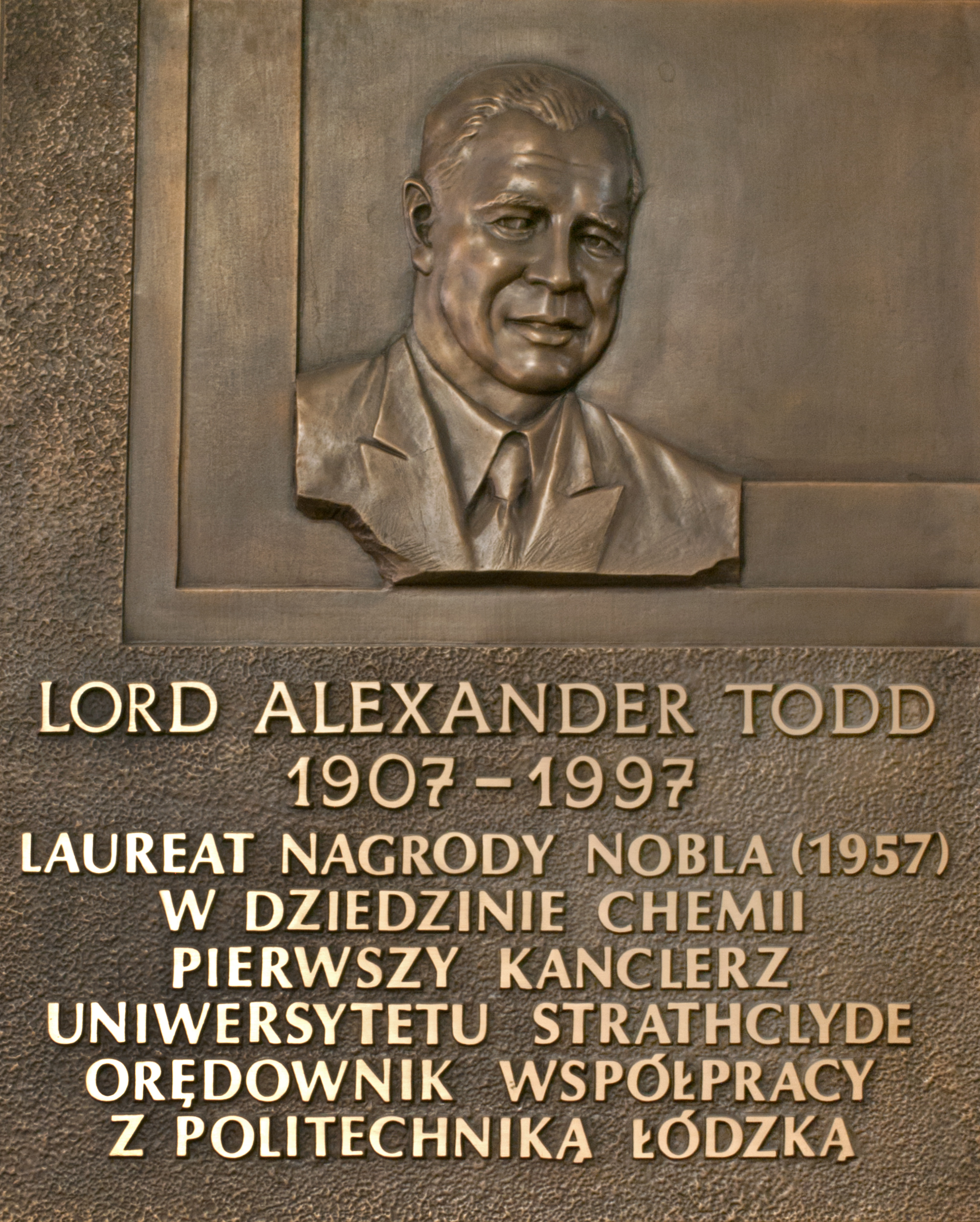
Tablica upamiętniająca Todda na Wydziale Chemicznym Politechniki Łódzkiej

Był starszym synem Alexandra Todda, biznesmena z Glasgow i jego żony Jean Lowrie. Uczęszczał do Allan Glen’s School w Glasgow, następnie podjął studia na University of Glasgow. W 1928 roku uxyskał bakalaureat, po czym wyjechał do Niemiec, gdzie kontynuował edukację na Uniwersytecie Johanna Wolfganga Goethego we Frankfurcie nad Menem. W 1931 roku uzyskał tam stopień Ph.D. na podstawie rozprawy dotyczącej kwasów żółciowych. W latach 1931–1934 przebywał w Anglii, gdzie prowadził badania nad antocyjanami i innymi substancjami barwnymi. W 1933 uzyskał drugi tytuł PhD na Uniwersytecie Oksfordzkim, promotorem był Robert Robinson.
W 1934 roku Todd, wrócił do Szkocji, gdzie podjął pracę badawczą na Uniwersytecie Edynburskim, dwa lata później przeniósł się do Lister Institute of Preventive Medicine w Chelsea, a w 1937 roku objął także stanowisko Readera na University of London. W 1938 objął stanowisko profesora chemii, a także Dyrektora Laboratorium Chemicznego na University of Manchester, w 1944 objął przyjął posadę profesora chemii organicznej na University of Cambridge.
Podczas pobytu w Manchesterze rozpoczął badania nukleozydów, w 1949 roku dokonał pierwszej syntezy Adenozyno-5′-trifosforanu (ATP), a następnie dinukleotydu flawinoadeninowego (FAD). W 1955 opisał strukturę witaminy B12.
W 1975 roku został mianowany kanclerzem University of Strathclyde, w latach 1978–1986 był profesorem wizytującym na Hatfield Polytechnic. Nawiązał też współpracę z Politechniką Łódzką.
W 1954 otrzymał tytuł szlachecki, w 1957 został laureatem Nagrody Nobla w dziedzinie chemii za badania nukleotydów i enzymów nukleotydowych. W 1970 został członkiem zagranicznym PAN. W 1966 otrzymał Pour le Mérite za Naukę i Sztukę
Jego żoną była Alison Sarah, córką noblisty Henry’ego Dale’a, małżeństwo miało syna o imieniu Alexander Henry i dwie córki: Helen Jean oraz Hilary Alison.